# Sarla Thakral
Sarla Thakral (சரளா தாக்ரல்) (de soltera, Sarla Sharma; 1914 - 15 de marzo de 2008) fue la primera mujer piloto de la India. Después de su exitosa carrera de mil horas de vuelo, en 1936 recibió la licencia de piloto del Grupo A. Su entrenamiento y el sueño de obtener una licencia de piloto comercial del Grupo B, se vieron obstaculizados debido a las circunstancias inestables de la India antes de su independencia. Continuó su entrenamiento luego de la independencia del país y obtuvo su licencia de piloto profesional, ejerciendo como piloto personal de los aviones del rey Alwari en 1948 durante seis meses. 
El primer vuelo a motor de la historia aterrizó con éxito el 17 de diciembre de 1903 en Kitty Hawk, Carolina del Norte por los hermanos Wright. En varios países, las exhibiciones aumentaron desde 1909. Desde el comienzo de la Primera Guerra Mundial hasta el inicio de la Segunda Guerra Mundial (1914-1939) se vivió una época dorada, un periodo en que la técnica y modelos de las aeronaves evolucionaron enormemente. 
Durante este tiempo surgieron muchos pilotos, especialmente cuando la aeronáutica se desarrolló comercialmente. Muchos de estos pilotos fueron mujeres. Harriet Quimby, de los Estados Unidos, fue la primera mujer en realizar un vuelo en 1911 con una licencia de piloto. Sarla Takraw fue la primera mujer piloto en la Fuerza Aérea de la India 25 años después de obtener su licencia de piloto. Sarla fue un logro excepcional en tiempos en que la compañía Air India (actualmente, aerolínea privada en la India), tenía solo cuatro años. 

## Biografía
Nació en Lahore, actualmente ciudad de Pakistán, que entonces se encontraba unido a la India antes de su independencia. Sarla nació en 1914, y se casó a la edad de 16 años. Su esposo era propietario de la Himalaya Flying Company cuyas aeronaves realizaban vuelos comerciales entre Badrinath y Haritta. Su marido había sido el primer piloto de Air India y ella empezó a trabajar como azafata de vuelo entre Karachi y Lahore. 
Su esposo y su suegro también estaban interesados en que Sarla fuera la primera mujer en volar y obtener su licencia. Su suegro, también piloto, la llevó con un instructor llamado Timmy Dasstur en el Club de Vuelo de Lahore.

### Primera mujer piloto de la india
El instructor Dasdur le dio permiso para operar el avión después de 8 a 10 horas de entrenamiento. Voló sola por primera vez en 1936 en un pequeño de Havilland Gypsy Mott. Tenía 21 años. Por lo general, voló vistiendo el sari que usualmente llevaba.
En un momento en que la limitada vida pública de las mujeres indias no lo admitía, afirmó que su familia la apoyaba para entrenar como piloto, y fue la única persona que trabajaba en el club de vuelo que fue cuestionada. Después de no tomar en consideración a la primera mujer piloto, en Lahore la dejaron en paz ante su perseverancia y pudo pilotar después de las primeras mil horas de vuelo como piloto con licencia. 
Su marido falleció en un accidente aéreo en 1939. Entonces fue a Jodhpur para optar a la licencia de piloto profesional. En ese momento, la Segunda Guerra Mundial comenzó con ejercicios aéreos internos. Después de posponer su proyecto de ser una piloto profesional, regresó a Lahore y estudió pintura y completó una licenciatura en el Arte del Bronce en Bengala. 

### La vida de Sarla en la India independiente
En el futuro Pakistán, los disturbios aumentaron a medida que se acercaba el día de la independencia. Si los esposos morían, se ofrecía veneno a sus viudas para que se envenenaran si eran tomadas como rehenes. Sarla decidió mudarse a Delhi con sus dos hijas. 
Allí comenzó una carrera como empresaria al diseñar y confeccionar bisutería. Se unió al Araj Samaj, una comunidad espiritual dedicada a la enseñanza de los Vedas iniciada por Maharshi Sami Dayananda Saraswati, y fue apoyada una vez más por sus padres. Se volvió a casar en 1948 con RP Thakral. Después de finalizar su entrenamiento como piloto profesional, Sarla recibió una licencia de piloto profesional en el mismo 1948 y encontró en el periódico una solicitud para una aviadora para una familia real y postuló al puesto, realizando vuelos especiales durante seis meses para el rey Alwari.
Se dedicó el resto de su vida al diseño de adornos y bisutería junto con ropa. Muchos de sus saris y joyas artesanales los diseñó con pinturas impresas. Empresaria exitosa, entre sus clientas se encontraba Vijayalakshmi Pandit, la hermana del primer ministro indio Jawaharlal Nehru.
Sarla falleció el 15 de marzo de 2008.